# Orgull Boig
L'Orgull Boig (en anglès: Mad Pride) és un moviment format per usuaris, exusuaris i supervivents dels serveis de salut mental i aliats, que prenent com a exemple, entre d'altres, al col·lectiu LGBT i el seu treball contra l'estigma i els prejudicis, reivindiquen la inclusió social i la igualtat de drets per a les persones amb algun trastorn o problema de salut mental a través d'una identitat nova, diferent i positiva: «boja».

## Història del moviment
El primer acte reivindicatiu organitzat per part de persones que s'identifiquen a si mateixes com a usuàries, exusuàries i supervivents de la psiquiatria, va tenir lloc el 18 de setembre de 1993 a Toronto, amb el nom de Psychiatric Survivor Pride Day («Dia de l'Orgull de Supervivents Psiquiàtrics»). L'acció va ser una resposta als prejudicis cap a les persones amb historial psiquiàtric que vivien en residències a l'àrea de Parkdale a la ciutat canadenca de Toronto i, amb excepció de 1996, cada any s'ha celebrat un acte reivindicatiu en aquesta ciutat.
Per la mateixa època va sorgir un moviment similar al Regne Unit. Cap a finals de la dècada del 1990, van aparèixer moviments similars sota el nom «Orgull Boig» en diferents països del món, com Austràlia, Irlanda, Portugal, Brasil, Madagascar, Sud-àfrica i Estats Units. Aquestes concentracions i manifestacions atreuen a milers de participants, segons MindFreedom International, una organització internacional formada per grups locals pro-drets de les persones amb trastorns mentals en 14 països que promou, registra i difon les accions del moviment.
L'activisme de l'Orgull Boig cerca reapropiarse de termes i expressions sensacionalistes habituals en la premsa i el llenguatge col·loquial que tenen connotacions negatives, tals com a «boig», «pirat» i «malalt mental», buscant eliminar les connotacions poc ajustades a la realitat i negatives sobre el col·lectiu. A través de campanyes en xarxes socials, mitjans de comunicació, actes el carrer i altres espais públics, també s'exposen al debat públic diversos temes i problemàtiques com l'estigma i la discriminació, les causes de les discapacitats mentals, la denúncia la violència experimentada en el sistema d'atenció, la visibilizació de l'alta taxa de suïcidis i es reivindiquen reformes legals per a la igualtat de drets.

## Orgull Boig a l'Estat espanyol
El 20 de maig de 2018 es va celebrar el primer Dia de l'Orgull Boig a diferents ciutats de l'Estat espanyol i diversos mitjans de comunicació es van fer ressò de l'esdeveniment tant en l'àmbit nacional com local a Astúries, Euskadi, Canàries, Andalusia, Castella-la Manxa, León, Albacete. El lema triat per a aquella primera edició va ser «El orgullo lo cura».
Els actes van tenir continuïtat en 2019, ampliant les celebracions a llocs on no s'havia celebrat abans. El lema triat pel 2019 va ser «Dret a ser lliure, dret a ser jo».

### Als Països Catalans

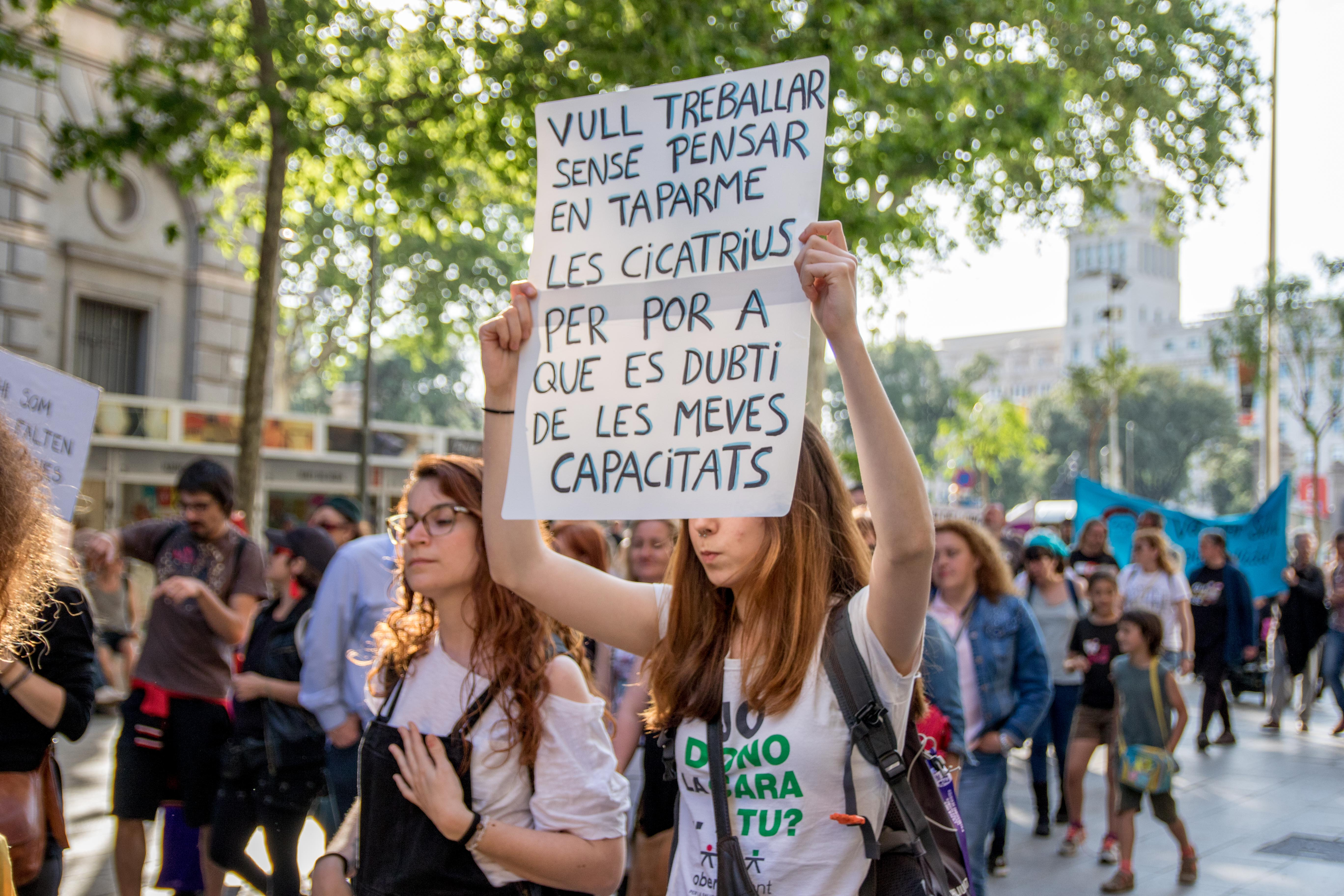
Manifestació del Dia de l'Orgull Boig 2018 a Barcelona

Als Països Catalans se celebrà per primera vegada el Dia de l'Orgull Boig el 20 de maig de 2018, impulsat per entitats de salut mental i grups de suport mutu, amb una manifestació a la ciutat de Barcelona, sota el lema «L'orgull ho cura». L'objectiu de la reivindicació fou visibilitzar el col·lectiu amb problemes de salut mental i posar fi a l'estigma i a la discriminació en l'àmbit social i laboral del col·lectiu, així com garantir l'autonomia plena d'aquestes persones a l'hora de decidir qüestions que afecten la seva vida. La jornada reivindicativa va incloure una manifestació i activitats participatives com jocs infantils, contacontes i tallers.
El 2019 la jornada va tenir lloc el 15 de maig, sota el lema «Catalunya treu a passejar la seva bogeria», i va girar en torn de dues temàtiques principals: en primer lloc, «Dret a ser lliure, dret a ser jo», reivindicant la diversitat com a part de tot exercici legítim de llibertat i, en segon lloc, «Treu a passejar la teva pròpia bogeria» per a mostrar i compartir les bogeries que tots i totes portem dins. L'objectiu de la jornada fou reivindicar la normalitat, el respecte a la diferència i a la diversitat psicosocial. A més, aquell any també es va fer referència a l'incompliment, per part del Govern espanyol, de la Convenció sobre els drets de les persones amb discapacitat.
L'any 2021, amb activitats de petit format i públic restringit a Barcelona i València, que substituïren les cavalcades al carrer d'esperit més multitudinari dels dos primers anys, es va reivindicar «el dret a ser diferents» de les persones diagnosticades i tractades en l'àmbit de la salut mental, i denunciar «el sistema caduc i violent que ens vol aïllades, explotades, excloses i sense voluntat per resistir-nos».